# 오타 미치히코
오타 미치히코(太田 美智彦, おおた みちひこ , 1964년 11월 23일 ~ )는 일본의 뮤지션, 작곡가, 편곡가, 키보디스트이다. 나가노현 출신이다.

## 내력
“하라다 신지&크라이시스”의 멤버로 데뷔했고, 폭풍 슬럼프 등의 아티스트 서포트 멤버로 일했다. 후일, 작곡가, 편곡가로의 활동을 중심으로 하고 있다.
1997년에서 1998년에 걸쳐 방영된 「중화 제일!」의 음악담당을 했고, 2000년에서 2001년에 방영된 디지몬 어드벤처02의 주제가「ターゲット〜赤い衝撃〜」등을 작곡했다.
2005년, 기타노 아키라의 이름으로 작곡한 히카와 키요시에게 제공한 「첫 사랑 열차(初恋列車)」가 제47회 일본 레코드 대상 금상을 수상했다. 「네부타 음두(ねぶた音頭)」등을 작곡한 기타노 아키라(北野明 → 본명 : 고메마 칸시)와는 다른 사람이다.
2013년, SKE48에게 악곡 제공한 「하즈미사키(羽豆岬)」의 노래말 비석이 아이치현 미나미치타정에 있는 같은 이름의 산 언저리에 건립되었다.

## 주요 작품

### 애니메이션
- 디지몬 시리즈 오프닝(작곡, 편곡), 삽입곡(작곡, 편곡, 노래) 등등
- 중화 제일! - 음악
- 캡틴 츠바사J - 음악
- 공상 과학 세계 - 걸리버 보이 - 주제가(편곡), 엔딩 테마(작곡·편곡): 노래는 오자키 키요히코(尾崎紀世彦)
- 네가 있는 마을 - ED 테마「君のいる町」, 「君のいる町〜Answer Songs ver.〜」(작곡) (작사는 야마다 히로시(山田ひろし), 노래는 호소야 요시마사)

### 음악 제공
- KYOKO - 바람의 레젠즈(風のレジェンズ)(레젠즈 부활하는 용왕전설 오프닝. 작곡)
- 시이나 헤키루 - 2센치의 안타까운 소녀 폭탄, 애어른과 사귀는 방법, 살결라고 보여줘 Get Back!(2センチのせつなさ、少女爆弾、コドモなオトナとつきあう方法、キメて見せてよGet Back!. 작곡)
- AKB48 - 허리를 끌어안고 싶지만..., 유리의 I LOVE YOU, 미래의 문, 날짜 변경선, 사랑의 PLAN, JESUS, 기분 나쁜 인어, 메로스 길, 지탱(背中から抱きしめて、だけど...、ガラスのI LOVE YOU、未来の扉、日付変更線、恋のPLAN、JESUS、ご機嫌ななめなマーメード、メロスの道、支え. 작곡)
- SKE48 - 하즈미사키(羽豆岬. 작곡)
- 시바타 쿄헤이 - TRASH(작곡)
- 스즈키 타카마리 - 하지메테노 스즈키 군(はじめての鈴木くん, 아콤CM송. 공동작곡, 편곡)
- SMAP - Hey Hey おおきに毎度あり(실사 영화판 슛! 삽입곡. 이외 작곡)
- 타니모토 타카요시 - 보이지 않는 날개(見えない翼)(금색의 갓슈벨 테마 곡. 작사, 작곡, 편곡)
- 츠보쿠라 유이코 - poison blue
- 하야시바라 메구미 - brave heart(작곡)
- 히카와 키요시 - 첫 사랑 열차(初恋列車. 작곡)
- 모토다 미나코 - 츠바사(つばさ)(작곡)
- MITSUO - 나츠노 Revolution(夏のRevolution, 아사히 맥주「슈퍼 드라이」CM송. 작곡)
- 모리구치 히로코 - 더욱 좋아한다고 말할 수 있다면(もっとうまく好きと言えたなら. 작곡)
- 야마가타 유키오 - 위닝 ・ 런!-바람이 되고 싶어 - 폭주 형제 렛츠&고!!(ウィニング・ラン!-風になりたい- 爆走兄弟レッツ&ゴー!! 오프닝. 작곡, 편곡)
- 리스트 라즈(リストラーズ) - 〜하루 우라라의 테마〜YOSAKOI우라라(편곡)
- 야마토 나데시코 - 사랑의 천사가 춤추며 내려오네(恋の天使 舞い降りて. 편곡), 또 하나의 나(もうひとりの私. 작곡, 편곡)
- 고하시 켄지 - Please Please Please(작곡)
- 노기자카 46싱크스 - 하얀 구름을 타고(白い雲にのって. 작곡, 편곡)

## 디스코그래피

### 싱글
- 사요나라 일루전(さよならイリュージョン, 1988년)
- 나츠노 마보로시 - 여름의 환상(夏の幻, 1988년)
- SLASH!!(2001년)
- 요사코이 우라라(よさこいウララ, 2003년)
- 호에로 도라곤즈 - 외쳐라 드래곤즈(吠えろドラゴンズ, 2003년)
- 츠바사(2008년)
- 아나타니 아아타이 - 당신을 만나고 싶어(あなたに逢いたい, 2011년)

### 앨범
- STARTING OVER（1988年）
- 디지몬 뮤직 오타 미치히코 셀프 커버집〜미래로의 메세지〜(2002년)

## 출연작품
- 베이 사이드 ・ 바이오 렌스 군랑(ベイサイド・バイオレンス 群狼, 비디오 영화 1991년)